# El Bosque Open
O El Bosque Open foi um torneio masculino de golfe que se apresentou no calendário do PGA European Tour apenas uma vez. Foi realizado no Bosque Golf & Country Club, em Valência, na Espanha, entre os dias 5 de 8 de abril de 1990, tendo como o vencedor Vijay Singh, das Fiji, que mais tarde se tornaria o golfista número um do mundo. Foi o segundo título de Singh no European Tour, ele somou 278, 10 abaixo do par. Richard Boxall e Chris Williams ambos terminaram empatados com 280.

## Campeão
| Ano  | Campeão     | País | Pontuação | Par | Margem    | Vice-campeão                   |
| ---- | ----------- | ---- | --------- | --- | --------- | ------------------------------ |
| 1990 | Vijay Singh | Fiji | 278       | −10 | 2 tacadas | Richard Boxall, Chris Williams |